# Arthur Casagrande
Arthur Casagrande (* 28. August 1902 in Haidenschaft, Österreich-Ungarn; † 6. September 1981 in Boston, USA) war ein österreichisch-amerikanischer Bodenmechaniker, Geotechniker und Bauingenieur.

## Leben
In Österreich erwarb er einen Abschluss in Bauingenieurwesen auf der Technischen Hochschule in Wien und promovierte bei Friedrich Schaffernak (1881–1951). 1926 wanderte er in die USA aus und arbeitete im Bureau of Public Roads sowie als Assistent von Karl von Terzaghi am MIT. Dort war er dessen „rechte Hand“ und trug zu einigen fundamentalen Entwicklungen in der Bodenmechanik bei. 1932 ging er nach Harvard, wo er 1946 Professor für Bodenmechanik wurde. 1933/34 war er auch bei der Degebo in Berlin, wo auch sein Bruder Leo arbeitete. 1936 organisierte er in Harvard die erste Konferenz für Bodenmechanik und Grundbau (Soil mechanics and foundation engineering), die als die weltweit führende Konferenz heute noch abgehalten wird. In Harvard blieb er etwa vier Jahrzehnte bis zu seiner Emeritierung 1973 und hatte zahlreiche Schüler.
Mit seiner Frau Erna hatte er zwei Töchter.
Sein Bruder Leo Casagrande lehrte ebenfalls in Harvard Grundbau und Bodenmechanik und gründete mit Arthur Casagrande ein Ingenieurbüro.

## Verdienste
Auf Casagrande gehen einige fundamentale Erkenntnisse der Bodenmechanik zurück wie zum Beispiel die Bodenklassifikation, Erkenntnisse zur Durchsickerung von Erd- und Steinschüttdämmen und zu Scherkräften. Die „A-Linie“ im Plastizitätsdiagramm zur Klassifikation bindiger Böden, das in DIN 18196 enthalten ist, soll nach seinem Vornamen (Arthur) benannt worden sein. Ebenso ist das Fließgrenzengerät zur Bestimmung der Konsistenz eines Bodens nach ihm benannt, wobei er ein Verfahren von Albert Atterberg weiterentwickelte. Von Casagrande stammt auch die Schlämmanalyse mit Aräometern in der Geotechnik.
Während des Zweiten Weltkriegs begann seine umfangreiche Arbeit für das US Army Corps of Engineers. Er bildete 400 Offiziere in den bodenmechanischen Aspekten des Anlegens von Flugplätzen aus. Später beriet er das Corps in vielen Dammprojekten, so am Panamakanal und am oberen Missouri. In seiner umfangreichen Beratertätigkeit war er auch an der Aufklärung des Versagens des Teton Damms beteiligt und am Bau des Itaipu-Damms in Brasilien und des Tarbela Damms über den Indus. Er beriet bei der Gründung der Liberty Mutual und John Hancock Hochhäuser in Boston, dem Bau des Logan International Airport auf weichem Ton-Baugrund im Bostoner Hafen, den Eisenbahndamm über den Großen Salzsee und die Gründung des Teilchenbeschleunigers des Brookhaven National Laboratory.

## Ehrungen
1949 wurde Casagrande in die American Academy of Arts and Sciences gewählt. 1961 bis 1965 war er Präsident des ISSMFE (International Society of Soil Mechanics and Foundation Engineering). Er war Rankine Lecturer, zweiter Terzaghi Lecturer (1964, Role of the calculated risk in earth work and foundation engineering) und erster Empfänger des Terzaghi Award der ASCE (American Society of Civil Engineers). 1965 erhielt er ein Ehrendoktorat der Technischen Hochschule Wien, außerdem war er Ehrendoktor in Lüttich und Mexiko-Stadt sowie Empfänger des Distinguished Civilian Service Awards der US Army. 1966 wurde er in die National Academy of Engineering aufgenommen.